# Angie (Verdena)
Angie è il terzo singolo estratto da Requiem, quarto album dei Verdena.
Il brano, scritto da Alberto Ferrari in un campeggio di Caños de Meca in Spagna, vede la partecipazione dell'ex componente, nonché fondatore, della Premiata Forneria Marconi Mauro Pagani che figura come produttore (anche della traccia Trovami un modo semplice per uscirne) e suona il mellotron.

## Critica
Andrea Pomini su Rumore commenta le tracce sviluppate in collaborazione con Mauro Pagani scrivendo: «Due ballate semiacustiche che non danno punti di riferimento e tolgono il fiato, e in cui nello stordimento riusciamo comunque a udire echi lontani dei Love e di certi struggenti Blonde Redhead periodo Misery is a Butterfly.»

## Video
Il singolo è accompagnato da un video diretto da Francesco Fei e prodotto da Apnea Film:
il gruppo suona ad un pubblico di borghesi su un traghetto turistico di un lago non precisato (probabilmente Lago di Como, Lago Maggiore o Lago di Garda). Dagli abiti femminili e dagli smoking si intuisce che è ambientato verso la fine dell'800, o i primi del '900. Mentre l'atmosfera del brano si fa più cupa i personaggi cominciano ad alterarsi assumendo un aspetto mostruoso. Anche la mano del cantante muta, ricoprendosi di peli neri.

## Citazioni e riferimenti
Nel testo del brano appare la controversa frase "Dio è gay", tributo a Kurt Cobain e agli anni novanta in generale. La frase "God is gay" infatti viene urlata da Cobain anche nel testo di Stay Away, decima traccia di Nevermind. Alberto Ferrari afferma: «è una questione di sonorità. Non penso neanche che esista Dio e non c'è neanche il problema dei gay di mezzo. È solo che suonava bene in quel punto lì. E poi per me era più una dedica ai Nirvana.» e ancora «Negli anni '90 appunto era abbastanza forte come cosa. Qui in Italia magari lo è ancora perché c'è la Chiesa che deve seguire una certa coerenza, però per me non è una frase che fa scalpore.»
Angie richiama anche il titolo dell'omonima canzone dei Rolling Stones, e di Simon & Garfunkel

## Formazione[1]

### Gruppo
- Alberto Ferrari - voci, piano, chitarra elettrica, chitarre acustiche
- Roberta Sammarelli - basso
- Luca Ferrari - batteria, synth

### Altri musicisti
- Mauro Pagani - mellotron